# Stratégiai Légiszállítási Képesség

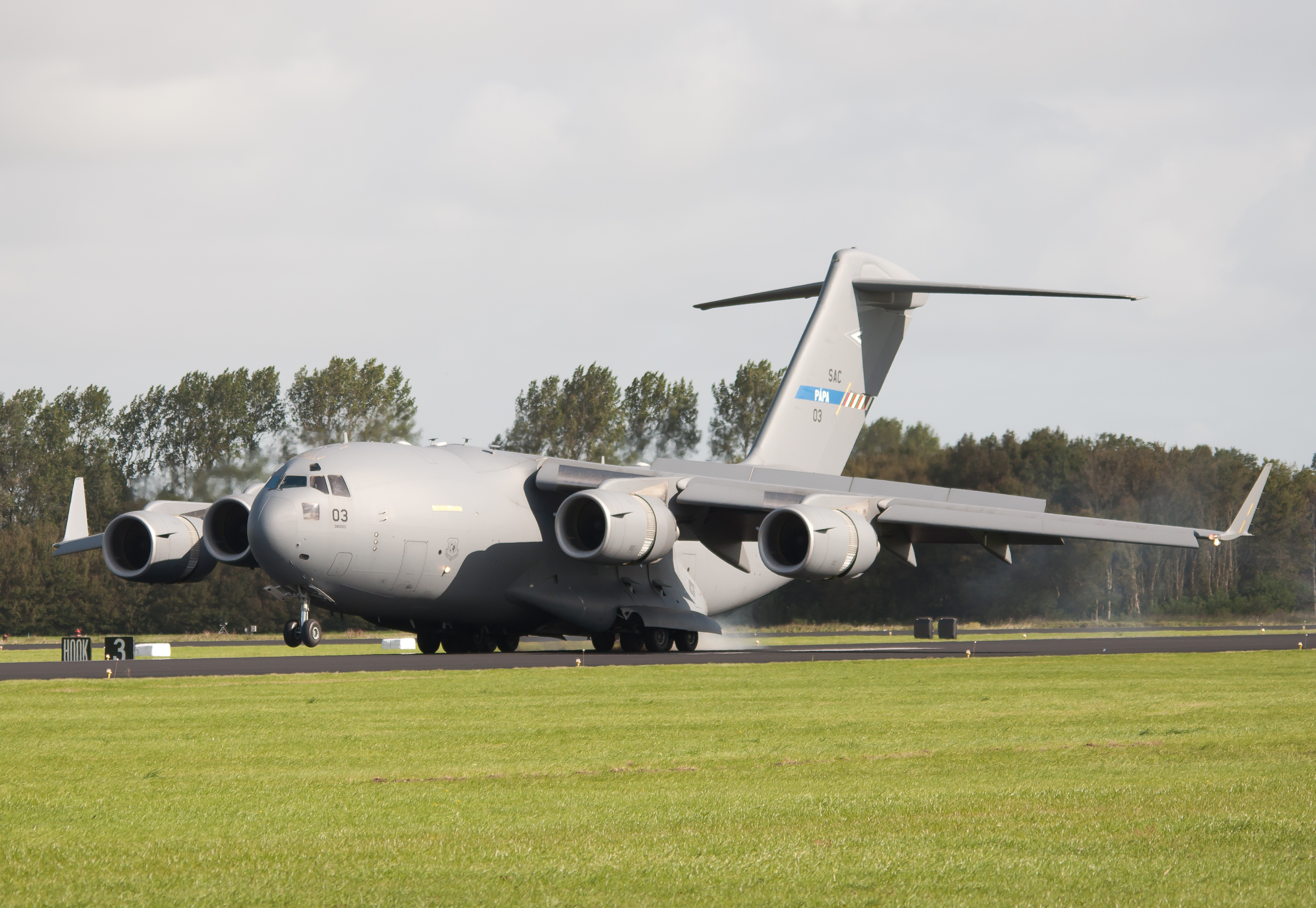
A SAC birtokában lévő három Boeing C–17 Globemaster III egyike

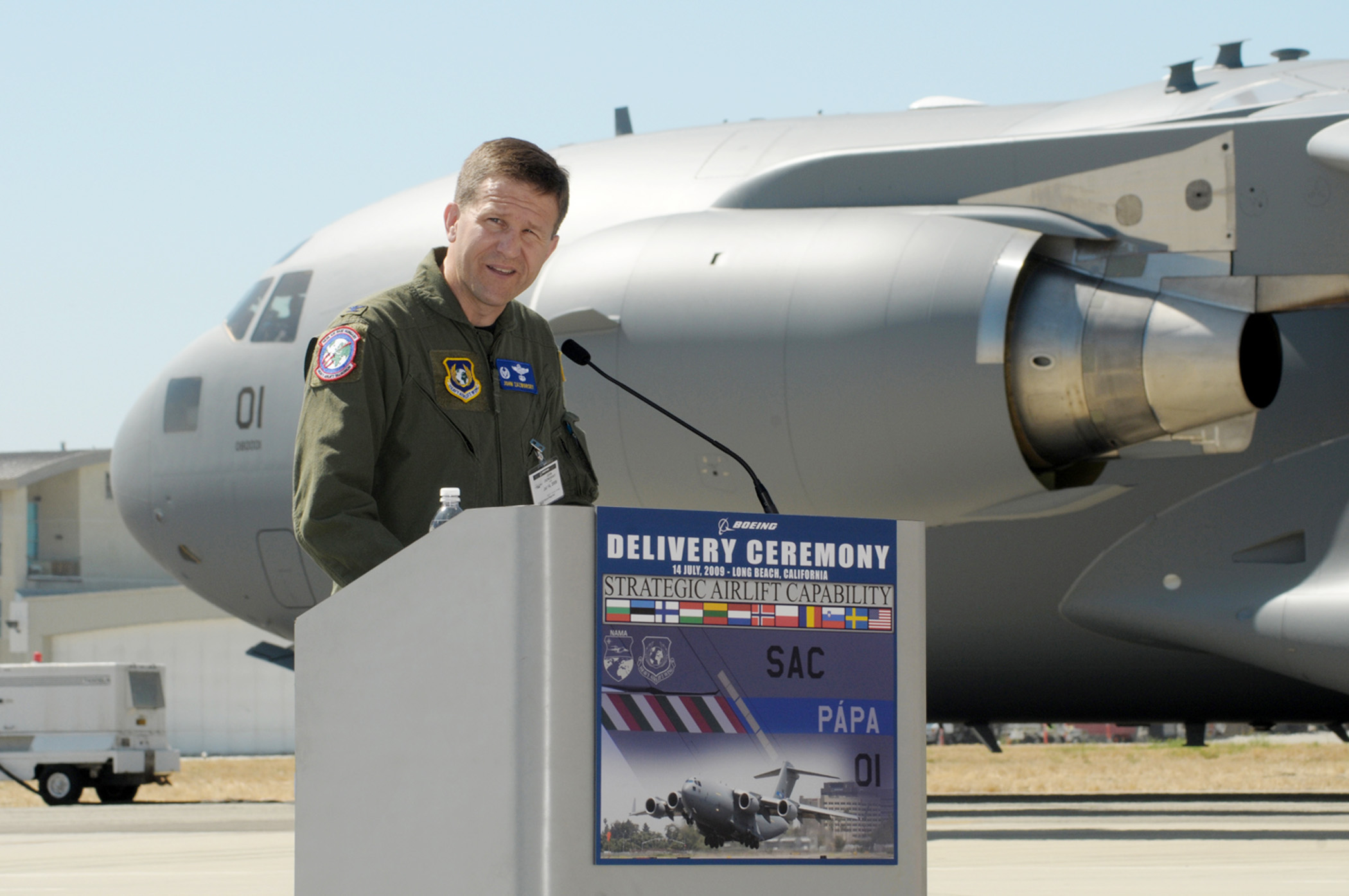
John Zazworsky ezredes beszédet mond miután átvette a három C–17 Globemaster III közül az elsőt 2009 július 1-én, a kaliforniai Long Beach-en

A nemzetközi Stratégiai Légiszállítási Képesség ( angolul Strategic Airlift Capability vagy SAC) a Magyar Honvédség Pápa Bázisrepülőtéren üzemeltet három Boeing C–17 Globemaster III típusú, nagy hatótávolságú szállító repülőgépet, ezáltal katonai stratégiai légiszállítási képességet biztosítva a konzorcium 12 tagállama, Magyarország, Bulgária, Észtország, Finnország, Litvánia, Hollandia, Lengyelország, Norvégia, Románia, Szlovénia, Svédország, és az Amerikai Egyesült Államok számára. A Nehéz Légiszállító Ezred (HAW) a SAC katonai végrehajtó szervezete.
A 2008 szeptemberében létrehozott SAC egy, a NATO-tól és a Magyar Honvédségtől független, nemzetközi program, melynek fő célja, hogy katonai stratégiai légiszállítási képességet biztosítson a programban résztvevő nemzetek számára. Annak ellenére, hogy bizonyos NATO támogatói struktúrákon alapszik, a SAC olyan katonai és politikai szövetségeken is átnyúlik, mint a NATO és az EU.

## Története
A program ötlete először 2006-ban merült fel a NATO-ban. Az akkori elképzelések szerint 3–4 repülőgép beszerzését tervezték, amelyek a rammsteini légibázison állomásoztak volna.
A NATO-n kívüli országok csatlakozásával a program már túlnyúlt a katonai szervezet keretein, ezért a programot 2008-ban független nemzetközi programként indították, hogy három C–17 Globemaster III nagy hatótávolságú nehéz teherszállító üzemeltetésével, a 12 résztvevő ország számára lehetőséget biztosítsanak katonai eszközök és személyzet nagy távolságra szállítására. A SAC bázisa a Magyar Honvédség pápai bázisrepülőtere. Minden résztvevő nemzet a repülési órák meghatározott hányadát birtokolja, amit honvédelmük igényeire, vagy NATO, EU és ENSZ iránti kötelezettségük teljesítésére, vagy humanitárius misszióikra fordíthatnak.
Az első repülőgépet 2009 júliusában állították üzembe, szeptemberben és októberben ezt követte a második és a harmadik repülőgép.
Magyarország fontos szerepet játszik a SAC házgazdájaként, a program C–17-ei magyar felségjellel repülnek.
A Stratégiai Légiszállítási Képesség túlnyúlik a katonai (NATO) és politikai (EU) szövetségek határain. Vezetési szerve a SAC igazgatóság (SAC Steering Board) és a NATO légiszállítási parancsnokság (NATO Airlift Management (NAM) Programme Board). Az üzemeltető egység a többnemzetiségű Nehéz Légiszállító Ezred, (Heavy Airlift Wing - HAW), melynek parancsnoka a résztvevő országok egy ezredese.

## A flotta
| Oldalszám | Kép | Gyártási szám |
| --------- | --- | ------------- |
| SAC-01    |     | C/N 50208     |
| SAC-02    |     | C/N 50211     |
| SAC-03    |     | C/N 50212     |

## Kapcsolódó szócikk
- Magyarország és a NATO kapcsolatai